# The Happytime Murders
The Happytime Murders is een Amerikaanse komediefilm uit 2018 geregisseerd door Brian Henson, de zoon van Jim Henson. De film werd slecht ontvangen en behaalde zeer slechte recensies. De film verdiende maar 27 miljoen dollar terwijl het een budget van 47 miljoen dollar had en wordt hierdoor gezien als een flop.

## Plot
Een politieagent en een pop onderzoeken de moorden gerelateerd aan de poppenserie The Happytime Gang.

## Rolverdeling
- Melissa McCarthy - Connie Edwards
- Bill Barretta - Phil Phillips
- Maya Rudolph - Bubbles
- Elizabeth Banks - Jenny Peterson
- Joel McHale - Special agent Campbell
- Patty Guggenheim - Roxy

## Prijzen en nominaties
De belangrijkste:
| Jaar | Prijs                   | Categorie                   | Genomineerde(n)                    | Uitslag     |
| ---- | ----------------------- | --------------------------- | ---------------------------------- | ----------- |
| 2019 | Golden Raspberry Awards | Slechtste film              | Slechtste film                     | Gewonnen    |
| 2019 | Golden Raspberry Awards | Slechtste actrice           | Melissa McCarthy                   | Gewonnen    |
| 2019 | Golden Raspberry Awards | Slechtste mannelijke bijrol | Joel McHale                        | Genomineerd |
| 2019 | Golden Raspberry Awards | Slechtste duo               | Elke twee acteurs en poppen        | Genomineerd |
| 2019 | Golden Raspberry Awards | Slechtste regisseur         | Brian Henson                       | Genomineerd |
| 2019 | Golden Raspberry Awards | Slechtste scenario          | Todd Berger & Dee Austin Robertson | Genomineerd |